# Alexander Joseph Brunett
Alexander Joseph Brunett (17 de janeiro de 1934 - 31 de janeiro de 2020 ) foi um ministro americano e arcebispo católico romano de Seattle.
Brunett, o segundo de 14 irmãos, recebeu após sua formação teológica no Seminário do Sagrado Coração de Detroit e na Pontifícia Universidade Gregoriana de Roma em 13 de julho de 1958, ordenado sacerdote pelo bispo auxiliar de Roma, Luigi Traglia. Ele recebeu seu doutorado em teologia pela Marquette University.
Ele serviu como pastor, capelão universitário e diretor de seminário na Arquidiocese de Detroit. Ele foi responsável pelo ecumenismo em Detroit e foi fundamental para iniciar um diálogo católico-judaico nacional. Ele foi considerado um pioneiro dos esforços inter-religiosos e recebeu vários prêmios por isso.
O Papa João Paulo II o nomeou Bispo de Helena em 19 de abril de 1994. O arcebispo de Portland, Oregon, William Joseph Levada, ordenou-o bispo em 6 de julho do mesmo ano; Os co-consagradores foram Adam Joseph Maida, arcebispo de Detroit, e Elden Francis Curtiss, arcebispo de Omaha.
Ele foi nomeado arcebispo de Seattle em 28 de outubro de 1997 e tomou posse em 18 de dezembro daquele ano. Apesar da recessão econômica e do aumento dos custos com saúde, Brunett conseguiu dobrar os esforços de arrecadação de fundos da comunidade católica. Ele expandiu a infraestrutura educacional no oeste de Washington e, em 2002, fundou a Fundação Fulcrum, uma fundação local que apoiava bolsas de estudo para crianças carentes frequentarem escolas católicas. Em 2004, ele liderou a Comissão Internacional Anglicana Católica Romana para publicar a Declaração de Seattle, a primeira declaração internacional conjunta de entendimento de duas comunhões cristãs sobre o lugar de Maria na doutrina e na vida da Igreja. Sob Brunett, a Catholic Community Services (CCS) tornou-se um dos maiores provedores de serviços sociais no oeste de Washington, fornecendo mais de 10 milhões de refeições, fornecendo quase 2,2 milhões de abrigos de emergência, construindo mais de 1.000 novas unidades habitacionais acessíveis e fornecendo 21 milhões de horas de variedade de serviços para idosos e deficientes. Brunett fez campanha veementemente pela condenação de padres culpados de abuso; ele escreveu uma "Política e Procedimentos para Proteção de Crianças e Contato com Vítimas de Abuso Anteriores."
Em 16 de setembro de 2010, o Papa Bento XVI aceitou sua aposentadoria por idade; no entanto, ele ainda foi administrador apostólico na diocese de Oakland, na Califórnia, até um derrame em 2013.
O grupo regional da Antiga Ordem dos Hibernianos em Helena, uma tradicional associação católica irlandesa, concede anualmente a Medalha Alexander J. Brunett pela Justiça Social, em homenagem a Alexander J. Brunett, por seu compromisso social.